# Metropolia Jalapa
Metropolia Jalapa – metropolia Kościoła rzymskokatolickiego w Meksyku. Erygowana w dniu 9 czerwca 1962 roku. W skład metropolii wchodzi 1 archidiecezja i 7 diecezji.
W skład metropolii wchodzą:
- Archidiecezja Jalapa
  - Diecezja Coatzacoalcos
  - Diecezja Córdoba
  - Diecezja Orizaba
  - Diecezja Papantla
  - Diecezja San Andrés Tuxtla
  - Diecezja Tuxpan
  - Diecezja Veracruz